# Hiroki Ito (1999)
Hiroki Ito (伊藤 洋輝, Ito Hiroki, Hamamatsu, 12 mei 1999) is een Japans voetballer die doorgaans als middenvelder speelt. Hij verruilde Júbilo Iwata in juli 2022 voor VfB Stuttgart, dat hem in het voorgaande seizoen al huurde. Ito debuteerde in 2022 in het Japans voetbalefltal.

## Clubcarrière
Ito doorliep de jeugdopleiding bij Júbilo Iwata. Hiervoor debuteerde hij op 19 augustus 2018 in de J1 League, tegen Kashiwa Reysol. Het jaar erna bracht hij op huurbasis door bij Nagoya Grampus, waarvoor hij twee competitieronden speelde. Toen Ito terugkeerde bij Júbilo, was dat gedegradeerd naar de J2 League. Hierin was hij in 2020 het hele jaar basisspeler.
Ito speelde daarna nog een half seizoen bij Júbilo, dat hem in juli 2021 vervolgens verhuurde aan VfB Stuttgart. De Duitse club bedong hierbij ook een optie tot koop. Ito speelde zich binnen drie maanden in de basis bij Stuttgart, dat hem in mei 2022 definitief vastlegde. Waar hij met Júbilo Iwata probeerde te promoveren, moest Ito in de Bundesliga met zijn nieuwe ploeg gaan vechten tegen degradatie. Dat lukte in zowel 2021/22 als in 2022/23. Stuttgart en hij bereikten in 2022/23 ook de halve finales van de DFB-Pokal.

## Interlandcarrière
Ito kwam uit voor alle Japanse nationale jeugdselecties vanaf Japan –16. Hij speelde met Japan –20 op het WK –20 van 2019 in Polen. Ito debuteerde op 2 juni 2022 in het Japans voetbalefltal. Bondscoach Hajime Moriyasu zette hem toen in de basis in een met 4–1 gewonnen oefeninterland tegen Paraguay.  Moriyasu nam Ito ook mee naar het WK 2022 in Qatar. Hierop speelde hij één helft, tijdens de tweede groepswedstrijd tegen Costa Rica.